# Northern Flame
Northern Flame ist ein Jazzalbum von Emma Johnsons Gravy Boat. Die 2023 im Giant Wafer Studio in Llanbadarn Fynydd in Radnorshire, Wales, entstandenen Aufnahmen erschienen am 3. November 2023 im Eigenverlag.

## Hintergrund
Das Album Northern Flame wurde im Auftrag des Lancaster Jazz Festival 2022 entwickelt und verknüpft Geschichten aus der Geschichte von Lancashire wie etwa über die Leuchtturmwärterin Janet Raby (im ersten Titel „Force of Light“) und die Gründerin des örtlichen Hospizes, Schwester Aine Cox (im dritten Titel, „Sister“). Neben Johnson und Gitarrist Fergus Vickers wird das Quintett von dem Pianisten Richard Jones, dem Kontrabassisten Angus Milne und dem Schlagzeuger Steve Hanley vervollständigt.

## Titelliste
- Emma Johnson’s Gravy Boat: Northern Flame

1. Force of Light 8:44
2. Home 4:47
3. Sister 5:55
4. Now I Can Tell 4:30
5. Northern Flame Intro 2:24
6. Northern Flame 7:24
7. Embers 6:02

Die Kompositionen stammen von Emma Johnson.

## Rezeption
Northern Flame habe einige filmische Anklänge – subtil, aber klangvoll –, und sie würden der Musik eine verträumte Qualität verleihen, die den modernen Straight-Ahead wie eine völlig neue Richtung klingen lasse, meinte Dave Sumner (Daily Bandcamp). Emma Johnsons Ensemble versinke „in der Umarmung einer Melodie, als würde es an einem Wintermorgen in einer dicken Decke verschwinden, und verbringt das ganze Stück damit, in ihrer harmonischen Wärme zu schwelgen“. Der Weg, den das Quintett der Saxophonistin oft einschlage, spreche das Herz des Geschichtenerzählers an – einige Stücke würden mit einer epischen Qualität kokettieren, wie die Art und Weise, wie ein Albumtitel fast dort anknüpfe, wo der vorherige aufgehört hat, und der Eindruck, dass der Musikfluss entstehe, weil die Musik für das Album als Ganzes und nicht für eine Sammlung einzelner Stücke komponiert wurde.
Der Reiz von Johnsons Kompositionen in Northern Flame sei zu gleichen Teilen melodisch und skulptural, mal breit und hoch, mal miniaturisiert, schrieb Chris May in All About Jazz. „Große und kleine Formen, in die Luft geschnitzt.“ Johnsons Sound würde zu ihren Kompositionen passen. Manchmal groß und gebieterisch, manchmal intim. Im größten Fall würde es auf John Coltrane aus der mittleren bis späten Periode hinweisen wenn man es verkleinert, wie bei „Home“, könne man an Rob Luft denken, teils wegen der Stimmung, teils wegen der nordisch-folkloristischen Note einiger Stücke. Mit Gravy Boat, dessen Besetzung schon vor dem ersten Album existierte, habe Johnson eine großartige, einfühlsame Band, und die Einbeziehung des Gitarristen Fergus Vickers anstelle eines zweiten Bläsers funktioniere gut.